# 石田町 (愛西市)
石田町（いしだちょう）は、愛知県愛西市にある地名。13の字からなる。

## 地理
旧立田村域中央部、愛西市中央部に位置する。町域の西端は長良川・木曽川に突き刺さったように設定されている。

### 字一覧
50音順・読みはyahoo地図参照
- 岩手（いわて）
- 北鵜戸（きたうど）
- 北河原（きたがわら）
- 北知田（きたちでん）
- 知田（ちでん）
- 南郷（なんごう）
- 八条（はちじょう）
- 南鵜戸（みなみうど）
- 宮西（みやにし）
- 宮東（みやひがし）
- 宮前（みやまえ）
- 村浦（むらうら）
- 村前（むらまえ）

### 河川
- 木曽川
- 長良川
- 鵜戸川

## 歴史
中世にはこの地に石田城なる城が存在したと伝わり、昭和30年代に行われた耕地整理までは「城の堀」と称する用水路が残っていたが、現存しない。

### 沿革
- 5世紀の古墳と推定される遺跡が見つかっている[6][7]。
- 1366年（貞治5年） - 開村。尾張国海西郡石田村。
- 1889年（明治22年） - 合併により五会村の大字石田となる。
- 1906年（明治39年） - 合併により立田村の大字となる。
- 1919年（大正8年） - 立田村役場設置。
- 1947年（昭和22年） - 立田村立立田中学校設置。
- 2005年（平成17年）4月1日 - 愛西市成立に伴い、石田町となる。

## 世帯数と人口
2019年（令和元年）5月1日現在の世帯数と人口は以下の通りである。
| 町丁   | 世帯数 | 人口  |
| ------ | ------ | ----- |
| 石田町 | 76世帯 | 225人 |

### 人口の変遷
国勢調査による人口の推移
| 2005年（平成17年） | 258人 | [ 8 ]  |  |
| 2010年（平成22年） | 241人 | [ 9 ]  |  |
| 2015年（平成27年） | 235人 | [ 10 ] |  |

## 小・中学校の学区
市立小・中学校に通う場合、学区は以下の通りとなる。
| 番・番地等 | 小学校                 | 中学校             |
| ---------- | ---------------------- | ------------------ |
| 全域       | 愛西市立立田北部小学校 | 愛西市立立田中学校 |

## 交通

### バス
- 愛西市巡回バス（2020年4月1日現在）[12]

|    | 停留所名 | ルート |
| -- | -------- | ------ |
| 63 | 立田庁舎 | 立田   |

## 施設
- 愛西市役所立田庁舎（旧立田村役場）
- 愛西市立立田中学校
- JAあいち海部立田支店
- 真宗大谷派玉泉寺
- 石神社

## 史跡
- 石田城

## その他

### 日本郵便
- 郵便番号 : 496-0938[3]（集配局：津島郵便局[13]）。